# Tabor właściwy
Tabor właściwy – formacja zbrojna wojsk husyckich podczas wojen husyckich w XV wieku.  Po śmierci Jana Żiżki tabor podzielił się właśnie na tabor właściwy i sierotki.
Tabor właściwy dowodzony był przez Prokopa Wielkiego (zwanego też Gołym).